# Caixa de Jensen

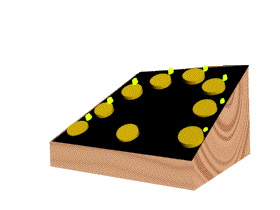
Uma renderização virtual de uma caixa de Jensen. O botão de início é mostrado no centro inferior da matriz. Os participantes são instruídos a mover o dedo do botão de início para um dos oito botões de resposta adicionais quando luzes LED específicas acenderem. Isso produz várias medidas de tempo de reação (TR) do participante

A caixa de Jensen é um aparelho experimental para medir a cronometria mental e as diferenças individuais de inteligência. Foi desenvolvida pelo psicólogo Arthur Jensen, na Universidade da Califórnia, Berkeley.

## Projeto e medição
A caixa padrão de Jensen tem aproximadamente doze por vinte polegadas de tamanho e uma face inclinada. Oito botões são dispostos em um semicírculo com uma tecla 'inicial' no centro inferior. Acima de cada botão de resposta, há uma pequena luz de LED. Após um tom de aviso auditivo e um atraso, uma das luzes acende e o participante libera o dedo do botão inicial. Os participantes passam a pressionar o botão no local iluminado o mais rápido possível.
O TR é medido de duas maneiras diferentes: o tempo decorrido entre o sinal luminoso e a liberação do botão inicial e o tempo entre a liberação do botão inicial e o pressionamento do botão de destino. Essas medidas separadas foram inicialmente conceituadas como avaliando "tempo de decisão" e "tempo de movimento", respectivamente. No entanto, os participantes podem mudar o tempo de decisão para a fase de movimento liberando o botão inicial enquanto a tomada de decisão ainda está incompleta. Vários parâmetros adicionais podem ser extraídos. A inclinação dos TRs quando são apresentadas 1, 2, 4 e 8 opções de luz é usada para indexar a taxa de processamento de informações. A variação ou desvio padrão em TRs intra-individuais pode ser extraída para medir diferenças individuais na variabilidade da resposta.

## Constatações
Seguindo a lei de Hick, TRs diminuem em função do número de opções apresentadas. O pressionamento de botão é mais rápido quando apenas um botão é exibido e mais lento quando todos os oito possíveis botões de resposta estão disponíveis. O tempo de reação simples se correlaciona com a capacidade cognitiva geral, e há algumas evidências de que a inclinação da resposta na caixa de Jensen também. Ian Deary e colegas, em um estudo de coorte populacional de novecentos indivíduos, demonstraram correlações entre QI e TRs de escolha simples entre –0,3 e –0,5. A caixa de Jensen também foi usada no teste do Odd Man Out.